# Helsingør Kommunes Biblioteker
Helsingør Kommunes Biblioteker er en sammenslutning af biblioteker bestående af et hovedbibliotek på Kulturværftet, tre lokalbiblioteker i Espergærde, Hornbæk og Bølgens Biblioteksservice. Tilsammen dækker de biblioteksbetjeningen for kommunens 61.000 indbyggere.
I 2012 havde Helsingør Kommunes Biblioteker 749.000 besøgende og et samlet udlån på over 1.000.000 bøger, cd'er, film og spil. Bibliotekernes samlede materialebestand er på 393.000. 
Hovedbiblioteket etableredes oprindeligt i Karmeliterhuset ved Sankt Mariæ Kirke og Vor Frue Kloster i 1910 og blev kommunalt i 1923. I 1971 flytter det til ny bygning ved Reberbaneparken ved siden af den nuværende Helsingør Byskole. Hovedbiblioteket har siden 2010 ligget på Helsingørs havn i Kulturværftet.

## Bibliotekerne
- Biblioteket Kulturværftet, som er Helsingør Kommunes hovedbibliotek og hver dag besøges af over 1000 mennesker.

- Espergærde Bibliotek, som er kommunens næststørste bibliotek.

- Hornbæk Bibliotek, der også fungerer som turistinformation

- Bølgens Bibliotekservice, der ligger i Kulturhuset Bølgen.

Bibliotekerne i Espergærde og Hornbæk, samt Bølgens Biblioteksservice har alle ubetjent åbningstid.